# Castelo do Bom Jesus
O Castelo do Bom Jesus, em tempos nomeado como Castelo de Fadas, é atualmente uma propriedade familiar datada do século XIX, com o traço Neo-Gótico do Arquiteto Suíço Ernest Korrodi, inspirado nos esboços originais subjacentes ao Romantismo dos castelos do Reno.

## História
Foi mandado construir por Manuel da Rocha Romariz (1815-1892), importante proprietário e capitalista na época, fundador das caves do vinho do Porto Romariz, chefe do partido Regenerador em Vila Nova de Gaia.
Situado no cimo do Bom Jesus do Monte — classificado como Património Mundial — com uma vista sobre a cidade de Braga e com uma panorâmica que se estende até ao litoral, funciona atualmente como uma casa de Turismo de Habitação. Mergulhado no verde parque de 3 hectares (ha) que o rodeia, com um lago e grutas.